# Razor
A Razor (2601 m) a Júliai-Alpok egyik legmagasabb hegycsúcsa. A csúcs keskeny, éles koronára hasonlít. Meglehetősen könnyű megmászni, és több jól megjelölt hegyi út vezet fölfelé, viszont az összes út elég hosszú. Az egyik út sem rövidebb 6 óránál! A hegy omladozó, kavicsos, ezért tanácsos sisakot vinni. Maga a csúcs egészen kicsi, és sokak szerint lassan omladozik szét a sok látogató miatt. A hegymászók viszont azt is állítják, hogy a Razorról nézve a legszebb a Triglav.
Julius Kugy, a Júliai-Alpok híres felderítője A Júliai-Alpok Királyának nevezte. Az első aki megmászta Otto Sendtner volt 1842-ben.

## Hozzáférhetőség
- Vršič felől a Planje hegyszoroson keresztül
- a Krnica-i hegyi háztól a Kriška stena-n keresztül
- a Trenta völgyből a Belega patakot követve
- a Vrat völgyből a Sovatno-n keresztül

Ljubljanából el kell jutni Kranjska Gora-ig (84 km). Direkt vonat nincs, ezért tanácsos autóval vagy busszal menni. 

Kranjska Gora-tól kb. 10 km-re kezdődnek a hegyi utak fölfelé.